# Michael Stanco
Michael Stanco (2 de agosto de 1968-21 de agosto de 2014) fue un luchador profesional estadounidense, más conocido por su nombre artístico Maximum Capacity.

## Carrera

### Future of Wrestling (2001-2002)
Capacity debutó en enero de 2001 en Future of Wrestling, donde rápidamente se convirtió en el mayor heel de la empresa. El 1 de diciembre de ese año, Capacity derrotó a Bobby Rogers para ganar el FOW Hardcore Championship; la misma noche, Capacity intentó conseguir también el FOW International Championship ante Bruno Sassi, pero no lo consiguió. Capacity mantuvo su título hasta el 9 de febrero de 2002, cuando lo perdió ante Barry Horowitz. Al final del año, Stanco dejó la empresa.

### Pro Wrestling ZERO1 (2006)
En octubre de 2006, Capacity debutó en Pro Wrestling ZERO1, derrotando a Fuyuki Takahashi & Kamikaze en su primera lucha. Formando un tag team con Bambikiller, Capacity consiguió un gran número de victorias, tanto en individual como en equipo. La alianza entre ellos acabó cuando Capacity se enfrentó a Bambikiller por el EWA World Heavyweight Championship, siendo derrotado Capacity. Tras ello, Capacity abandonó ZERO1.

### Division One Pro Wrestling (2007-2009)
En su retorno a Estados Unidos, Capacity debutó en Division One Pro Wrestling, derrotando a Tommy Vandal. El 21 de julio, Capacity derrotó a Vandal en un combate por el WCEW Extreme Championship. El 7 de junio de 2008, Stanco tuvo una aparición en Pro Wrestling Fusion, siendo compañero de The Sheik en un combate por equipo contra Freedom Ryder & Steve Madison. Capacity luchó caracterizado de jeque árabe, en consonancia con The Sheik; sin embargo, la lucha acabó sin resultado. En su retorno a D1PW, Capacity entró en un breve feudo con Lou Cypher, ganando Cyoher el combate final entre ellos.

## En lucha
- Movimientos finales
  - Overload[1] (Side belly to belly suplex)
  - Maxfactor[1] / Shaking and Heavy[5] (Big splash)
  - Maximizer[1] (Jumping elbow drop)

- Movimientos de firma
  - Caminar sobre el estómago de un oponente caído
  - Corner body avalanche
  - Delayed scoop slam
  - Full body block
  - Handspring sobre el oponente
  - Headbutt drop
  - Lariat
  - Sidewalk slam

- Apodos
  - The World's Largest Athlete[1]

## Campeonatos y logros
- Division One Pro Wrestling
  - WCEW Extreme Championship (1 vez)

- Future of Wrestling
  - FOW Hardcore Championship (1 vez)[6][7]